# O Método Gronholm
O Método Gronholm (em catalão:  El Mètode Grönholm) (2003) é uma peça de teatro escrita pelo autor catalão Jordi Galceran.
Em Portugal, esta comédia foi apresentada em 10 de março de 2005 com tradução de Joana Frazão na Casa do Artista, com actuações de Maria João Bastos, Marco Delgado, António Pedro Cerdeira e José Boavida.
A peça serviu de inspiração para o filme El Método, do diretor argentino Marcelo Piñeyro, que foi emitido na RTP.

## Sinopse
Na peça, quatro candidatos a executivo de uma multinacional enfrentam-se numa peculiar entrevista final de emprego em simultâneo. O processo de seleção é baseado no fictício Método Grönholm, que consiste no confinamento dos candidatos em um ambiente onde são dadas instruções e provas  os candidatos são submetidos a vários testes e tarefas, semelhantes ou não, aos que eles poderão encontrar na empresa interessada, e que devem superar para no final se decidir qual deles será escolhido para o cargo.
Todos os candidatos  estão reunidos numa sala e o método sustenta-se nos diálogos e conflitos, que podem ser ou não táticos, entre os participantes. No decorrer do método, os participantes são efetivamente observados, avaliados e entrevistados por uma equipe da empresa contratante. Essa equipe age como uma espécie de corpo julgador, com poder de contratação e eliminação.